# The Scarlet Arrow
The Scarlet Arrow é um seriado estadunidense de 1928, gênero suspense, dirigido por Ray Taylor, em 10 capítulos, estrelado por Ralph Bushman, Hazel Keener e Edmund Cobb. Produzido e distribuído pela Universal Pictures, foi produzido entre 1927 e 1928, e veiculou nos cinemas estadunidenses a partir de 4 de junho de 1928.
Este seriado é considerado perdido, tendo sobrevivido apenas um trailer.

## Elenco
- Francis X. Bushman, Jr.[7]   ... Bob North
- Hazel Keener  ... Kathleen MacGregor
- Edmund Cobb  ... Pierre Baptiste
- Al Ferguson  ... Wolf Brodsky
- Aline Goodwin  ... Fay Varden (creditada Aileen Goodwin)
- Henry Hebert[8]  ... Rodney Masterson
- Clark Comstock  ... The Hermit
- Monte Montague

## Capítulos
1. Flames of Courage
2. Thundering Death
3. Desperate Men
4. Wild Bullets
5. The Cave of Hazard
6. Plunge of Peril
7. Fires of Vengeance
8. Call of the Northland
9. Guardians of the North
10. Held by the Law

Fonte:.